# Nthomeng Majara
Nthomeng Majara (Maseru, 8 giugno 1963) è una magistrata e politica lesothiana.
È stata la prima donna a ricoprire la carica di Chief Justice e di vice primo ministro del Lesotho.

## Biografia

### Studi e carriera
È nata al Queen Elizabeth Hospital di Maseru nel 1963. Si è laureata in legge all'Università Nazionale del Lesotho nel 1984, per poi ottenere un Bachelor of Laws nel 1992 e un Master of Laws alla The Dickson Poon School of Law del King's College London, nel 1997.
Dal 1995 al 2000 insegnò, coordinò seminari e fece parte di diversi comitati all'Università Nazionale del Lesotho, per poi lavorare come ricercatrice associata al Women and Law in Southern Africa Research and Educational Trust, fino al 2003.
Nel 2004 ricoprì la carica di Capo degli Affari Interni dell'Autorità delle Entrate del Lesotho per quattro mesi. Nello stesso anno divenne Giudice dell'Alta Corte presso la Corte d'Appello e, fino al 2018, fu Presidentessa del Tribunale d'Appello delle Entrate del Lesotho.
Servì come Presidentessa della Commissione d'Inchiesta sull'Adozione dei Bambini dal 2007 al 2008. Nel 2010 fu brevemente giudice all'Alta Corte della Namibia. Dal 2014 al 2015 fece parte del Consiglio di Stato del Lesotho e, fino al 2019, ricoprì la carica di Chief Justice della Corte d'Appello.

### Vice prima ministra

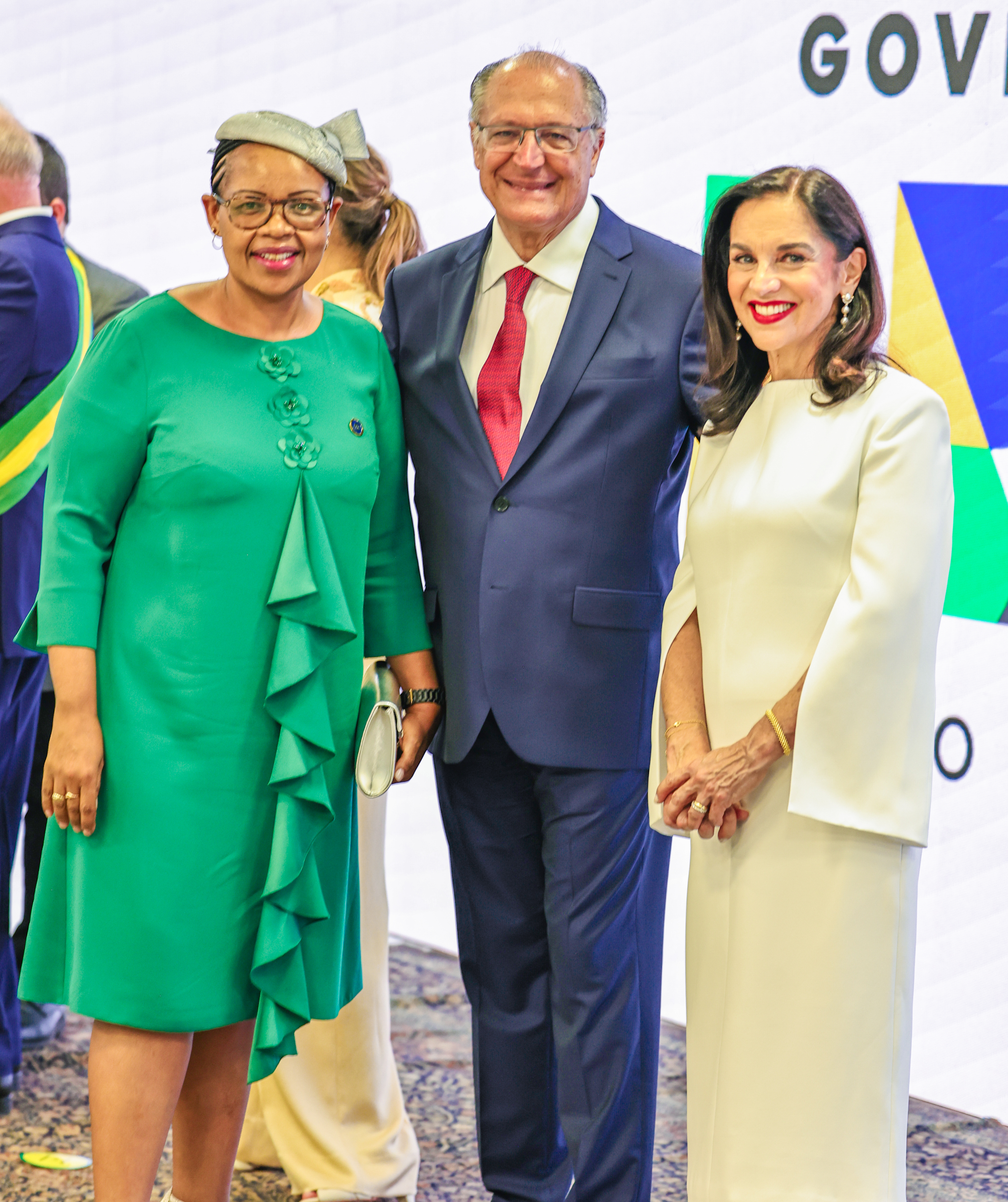
Nthomeng Majara con Geraldo e Lu Alckmin a Brasilia nel gennaio 2023

È stata nominata vice di Sam Matekane e ministra della Legge, della Giustizia e degli Affari Parlamentari nel novembre del 2022, dopo aver ottenuto un seggio nell'Assemblea Nazionale con il partito Rivoluzione per la Prosperità, rappresentando la circoscrizione elettorale n. 32 di Maseru alle elezioni generali del 2022.

## Vita privata
Ha una figlia.